# Hermann Müller (bioloog)
Heinrich Ludwig Hermann Müller (23 september 1829 – 25 augustus 1883) was een Duitse bioloog, die met Charles Darwin correspondeerde over de bestuiving van bloemen door insecten. Müller was een van de eersten die onderzoek deed naar co-evolutie.

## Leven
Hermann Müller werd op 23 september 1829 in Mühlberg geboren als zoon van de pastoor Johann Friedrich Müller en Martha Caroline Trommsdorff. Zijn moeder was de dochter van de apotheker en scheikundige Johann Bartholomäus Trommsdorff. Hermann Müller was de jongere broer van de arts en bioloog Fritz Müller, die in Santa Catarina in het zuiden van Brazilië woonde en eveneens een vroege pleitbezorger van de evolutietheorie was.
Nadat Hermann Müller in 1848 zijn diploma had behaald aan het gymnasium in Erfurt, volgde hij vier jaar lang studies aan de Maarten Luther-Universiteit in Halle en de Humboldtuniversiteit in Berlijn. Hij richtte zich vooral op botanie, zoölogie en geologie. In 1855 promoveerde hij aan de universiteit in Jena op de systematiek van de kevers. In deze periode reisde hij ook uitgebreid door de Alpen en Midden-Europa. De rest van zijn leven was hij werkzaam als leraar aan het Naturwissenschaftliches Gymnasium in Lippstadt in Noordrijn-Westfalen.
Müller overleed op 25 August 1883 aan longemfyseem tijdens een botanische excursie in Italië waar hij onderzoek deed naar de alpenflora van Zuid-Tirol. Hij ligt begraven op het kerkhof van de Chiesa di San Giovanni (of in het Duits St.-Johann-Kirche) in Prad am Stilfserjoch. Onder andere de geelgroene wespenorchis (Epipactis muelleri) werd naar hem vernoemd.

## Werk
Aanvankelijk ging Müllers aandacht vooral uit naar de systematiek van mossen en insecten. Hij legde verzamelingen aan die hij voor zijn lessen gebruikte. Zo onderzocht hij rond 1855 de fauna (vooral kevers zonder ogen) van de kalksteengrotten in Slovenië. Na de publicatie van Darwins De oorsprong der soorten in 1859 begon hij de uitgangspunten van de evolutietheorie toe te passen bij zijn onderzoek naar de bestuiving van bloemen door insecten. Zijn enthousiasme voor de ideeën van Darwin, met wie hij over zijn bevindingen correspondeerde, bracht hem op den duur in conflict met de kerk. Terwijl zijn natuurwetenschappelijke lesmethode in 1866 nog werd aanbevolen voor de scholen in Pruisen, kwam hij later steeds meer onder vuur te liggen vanwege zijn verdediging van de evolutietheorie en kon hij in 1879 alleen dankzij de interventie van de verantwoordelijke minister aan het werk blijven.
Müller besefte dat er een wisselwerking plaatsvond tussen bloemen en dieren en dat de mechanismen van de evolutie (mutatie en selectie) tot wederzijdse aanpassingen hadden geleid. Dit proces werd later co-evolutie genoemd. Darwin schreef in een brief over hem: "Hermann Müller is zo'n nauwkeurige waarnemer en zo'n scherpzinnige denker dat ik altijd aarzel iets te publiceren als ik met hem van mening verschil." Darwin citeerde hem uitvoerig in The Descent of Man met betrekking tot Müllers waarnemingen aan het gedrag van bijen. Van de correspondentie tussen Müller en Darwin zijn 36 brieven bewaard gebleven.
In 1873 verscheen Müllers bekendste werk, Die Befruchtung der Blumen durch Insekten ("De bevruchting van de bloemen door insecten"), het resultaat van waarnemingen die hij in de zomers van 1867-1871 deed in tuinen en in het veld in de omgeving van Lippstadt. Het boek werd op aanraden van Darwin in het Engels vertaald als The Fertilisation of Flowers. De vertaler was de Schotse bioloog D'Arcy Wentworth Thompson. Hij kon voor deze vertaling gebruik maken van drukproeven die Müller had voorzien van aantekeningen en aanvullingen met het oog op een eventuele tweede druk. Op 6 februari 1882, ruim twee maanden voor zijn dood, schreef Darwin het voorwoord voor de Engelse vertaling, die in 1883 zou verschijnen.

## Publicaties
- (de) Hermann Müller (1873): Die Befruchtung der Blumen durch Insekten und die gegenseitigen Anpassungen beider. Ein Beitrag zur Erkenntniss des ursächlichen Zusammenhangs in der Natur, Leipzig; vertaald als The Fertilisation of Flowers (1883) door D'Arcy Wentworth Thompson
- (en) Charles Darwin & Hermann Müller (1874): "Fertilisation of the Fumariaceae", in: Nature 9, p. 460-461
- (de) Hermann Müller (1879): "Die Insekten als unbewußte Blumenzüchter": drie artikelen gepubliceerd in Kosmos,  Band III, Heft 4vv, respectievelijk p. 314–337, p. 403–426 en p. 476–499
- (de) Hermann Müller (1879): Die Wechselbeziehungen zwischen den Blumen und den ihre Kreuzung vermittelnden Insekten, in: A. Schenk (red.), Handbuch der Botanik. eerste deel (in de Encyclopaedie der Naturwissenschaften I. Abth., I. Theil), Breslau
- (de) Hermann Müller (1881): Alpenblumen, ihre Befruchtung durch Insekten und ihre Anpassungen an dieselben, Leipzig